# 源光士郎
源 光士郎（みなもと こうしろう、1976年 - ）は、日本の武楽（ぶがく）創始家元。兵庫県生まれ。2005年「武の美」を提唱、「武楽」を創始。武楽座主宰。

## 経歴
2005年、母の急逝に際して天啓を受け、「武の美」を提唱、「武楽」を創始。2006年「武楽座」を創設。国内外での多数公演し、日本の武士道の「美しい強さ」と「和を尊ぶ心」を世界へ向けて発信し続けている。グッチ創業家4代目グッチオ・グッチより「芸術だ」と賞賛を受ける。
国立音楽院和楽科講師。日本武道学会会員、美学会会員、民族藝術学会会員、文化産業科学学会会員。武楽代表演目に『鬼切』『日蝕』『屋島』『敦盛』『邪気祓』『献武式』など、また、ダンテ・アリギエーリ没700年を記念した『神曲 修羅六道』が2021年に上演されている。。

## 公演・出演歴

### 国内公演
人間国宝 大倉正之助と一対一で演じ高い評価を得た「日伊国交150周年記念オペラガラコンサート」オープニングセレモニーや、増上寺徳川家康公400回忌奉納演武、震災復興支援イベントのほか、各地の寺社や能楽堂、「フジロックフェスティバル2009」等に出演。

### 海外公演
世界遺産フィレンツェ、パリ、ロンドン、ローマ、ベルリン、ブリュッセル、エルサレム、上海、台湾、ブラジル、ロシアなど 

### CM
- 2018年　 Suntory ROKU GIN tsukimi（海外向けCM）：赤頭と面の出で立ちで邪気を祓う祝舞を舞う鬼神 役

### TV・ラジオ
- 2018年　吉田類の酒場放浪記（4/10放送／下落合編）
- 2018年　渋谷クロスFM 「エンタメジャック IN SHIBUYA」
- 2017年　レインボータウンFM「銀座ロイヤルサロン」（12/14,21放送）
- 2017年　FM銀座ロイヤルサロン（インタビュー記事＆動画）[3]

### 講演
- 2018年　KUDEN KAMAKURA（6月24日／鎌倉能楽堂）
  - 演題：「視点が変われば、奇跡が起きる」[4]

### 執筆・寄稿
- 2018年　月刊武道 7月号（日本武道館 発行／通巻620号）
  - シリーズ：武道の可能性を探る「『武楽』平和で美しい世界を求めて ― 武道の芸術性の活用と実践」[2]
- 2012年　月刊武道 10月号 （日本武道館 発行／通巻551号）
  - 随筆「武の美が奏でる音楽」 掲載 [1]

### 雑誌・WEB掲載
- 2018年　教育系WEBサイト「創考喜楽」
  - 日本の伝統分野で活躍する方々の学びの極意を聞く〈日本の達人〉コーナー
  - インタビュー「人間の成長とは、尺度を増やしていくこと」[5]
- 2017年　FM銀座ロイヤルサロン（ラジオインタビュー記事＆動画）[3]
- 2018年　NEO MAGAZINE 「ぶ -江戸・かぶく・現代-」 （KAPUKI発行）
  - 武楽 グラビア写真＋インタビュー記事 掲載
- 2017年　月刊秘伝 12月号（BABジャパン／通巻360号） 
  - レポート「ゲーム『信長の野望』からリアルの世界へ！『GAME SYMPHONY JAPAN 三越伊勢丹」開催」
- 2016年　月刊秘伝 7月号（BABジャパン／通巻343号） 
  - 巻頭グラビア＋特集「武の美を世界へ発信するサムライアート」
  - レポート「武楽×セッタンジェリ：サムライアート展」（BABジャパン）
- 2013年　中国雑誌「COLOR GO」（中国銀行発行／No.14)
  - 2012年10月公演「上海伊勢丹 JAPAN FAIR『小烏丸（紅葉狩）』」 記事
- 2013年　六本木カルチャーマガジン「VANITY」 
  - 『女道塾』 インタビュー
- 2007年　渋谷エンタテインメントマガジン「Smack!」
  - 1月 Shibuya O-EAST公演『鬼切』 取材＆インタビュー

## 受賞歴
- 2016年 東久邇宮文化褒賞（文化貢献）
- 2017年 東久邇宮記念賞（知的創造）
- 2018年 第1回 東久邇宮平和賞（平和貢献）
- 2019年 ミラノのNO’HMA国際演劇祭にて演目「信長供養」が年間を通してオーディエンスが選ぶ最高位の賞「1st Premio del Pubblico」を受賞